# Araujia sericifera

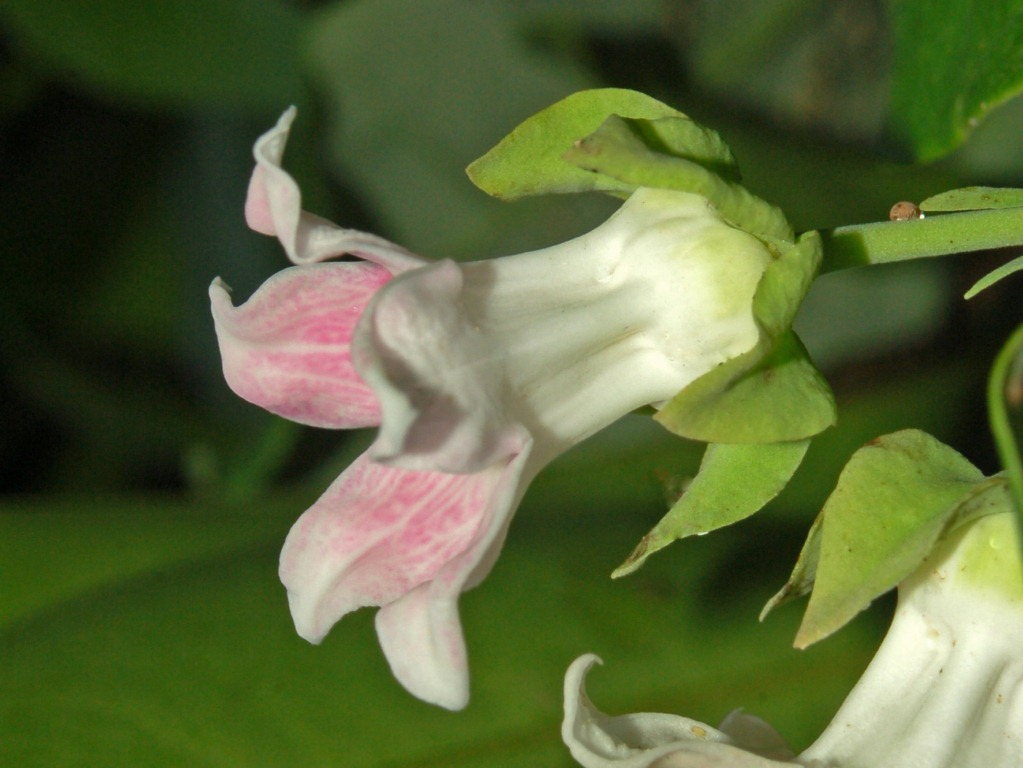
Vista lateral de uma flor de Araujia sericifera.

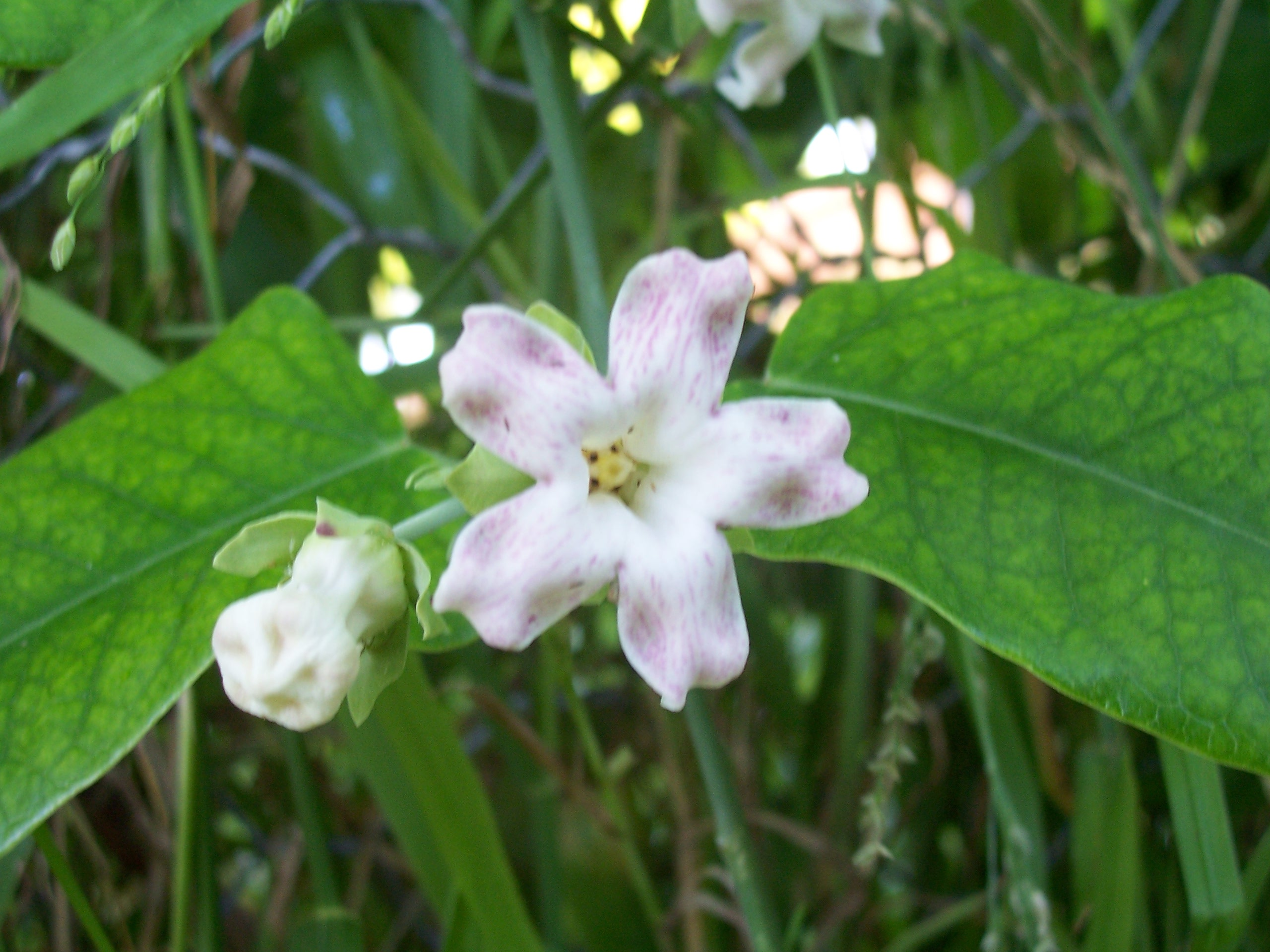
Flores de Araujia sericifera.

A araujia sericifera Brot., conhecida pelos nomes comuns de pepino-de-seda e timbo, é uma espécie de plantas perenes, com o hábito de pequenas lianas, pertencentes ao género Araujia da família Apocynaceae, nativas das regiões subtropicais da América do Sul. 
A espécie é utilizada como planta ornamental, mas tornou-se espécie invasora em algumas regiões da África do Sul. Pertence ao tipo fisionómico dos microfanerófitos.

## Nomes comuns
Também dá pelos seguintes nomes comuns: planta-cruel; chuchu-do-mato; paina-de-seda e sumaúma-bastarda  (não confundir com a Gomphocarpus fruticosus, que com ela partilha este nome).

## Taxonomia
A espécie foi descrita em 1818 pelo botânico português Félix de Avelar Brotero que criou o nome genérico Araujia em homenagem a António de Araújo e Azevedo, o 1.º conde da Barca (1754–1817), um botânico amador que que realizava estudos científicos e experiências no seu próprio jardim botânico. O epíteto específico sericifera ("que produz seda") atribuído à espécie alude aos longos tricomas sedosos que rodeiam as sementes no interior dos frutos.

## Descrição
A araujia sericifera é uma liana que pode trepar até 5-7 m de altura. Quando cortados, os caules desta planta exsudam uma seiva leitosa com um cheiro desagradável.
As folhas são opostas, grosseiramente triangulares, com 10–12 mm de comprimento, margens inteiras, verde-escuro na página superior, acinzentadas na página inferior, com brilho ceroso e ligeiramente carnudas.
Os caules entrelaçantes produzem numerosas flores bissexuais em forma de cálice, muito fragrantes, com cerca de 2 cm de diâmetro, com cinco pétalas de aspecto cremoso, esbranquiçadas ou com uma ligeira coloração rosada ou violácea. As flores são entomófilas sendo polinizadas por borboletas, traças e abelhas. Apesar disso são capazes de autopolinização. O período de floração estende-se de Julho a Setembro.
Os frutos são grandes, em forma de pêra, podendo atingir de cerca de 8–10 cm de comprimento. Os frutos contêm numerosas sementes anemófilas negras, rodeadas por longos pêlos sedosos esbranquiçados que lhes permitem fácil dispersão pelo vento.
As lianas são de rápido crescimento, podendo cobrir as copas de uma floresta em dois ou três anos, competindo com as árvore por luz, água e nutrientes. A presença da espécie danifica as árvores por aquela competição e por o entrelaçamento ser tão forte em torno dos ramos que provoca o anelamento.

## Distribuição
A espécie é originária das regiões subtropicais da América do Sul, mas foi introduzida na Europa e em muitas outras regiões temperadas como planta ornamental, mas é actualmente considerada uma erva daninha e, nalgumas regiões, uma espécie invasora. A sua distribuição actual inclui o sul da Europa, a África do Sul, algumas regiões da América do Norte (Califórnia, Geórgia), diversas regiões da América do Sul (Argentina, Brasil, Paraguai, Uruguai), Austrália, Nova Zelândia e os arquipélagos da Macaronésia.
A espécie prefere habitats ensolarados, embora tolere um ensombramento moderado, sendo comum em áreas ruderalizadas (entulhos, margens de caminhos e de campos), em zonas rochosas e com penhascos e ainda nas margens de cursos de água, periferia de florestas e em clareiras. Nas regiões subtropicais ocorre entre os 0–1800 m acima do nível médio do mar.
A planta pode ser usada como fonte alternativa de alimento para as lagartas das borboletas-monarca. Apesar de se desconhecer a ocorrência natural de lagartas de borboleta-monarca em plantas desta espécie, as lagarta alimentam-se facilmente das suas folhas quando não têm acesso a Asclepias physocarpa.

## Galeria

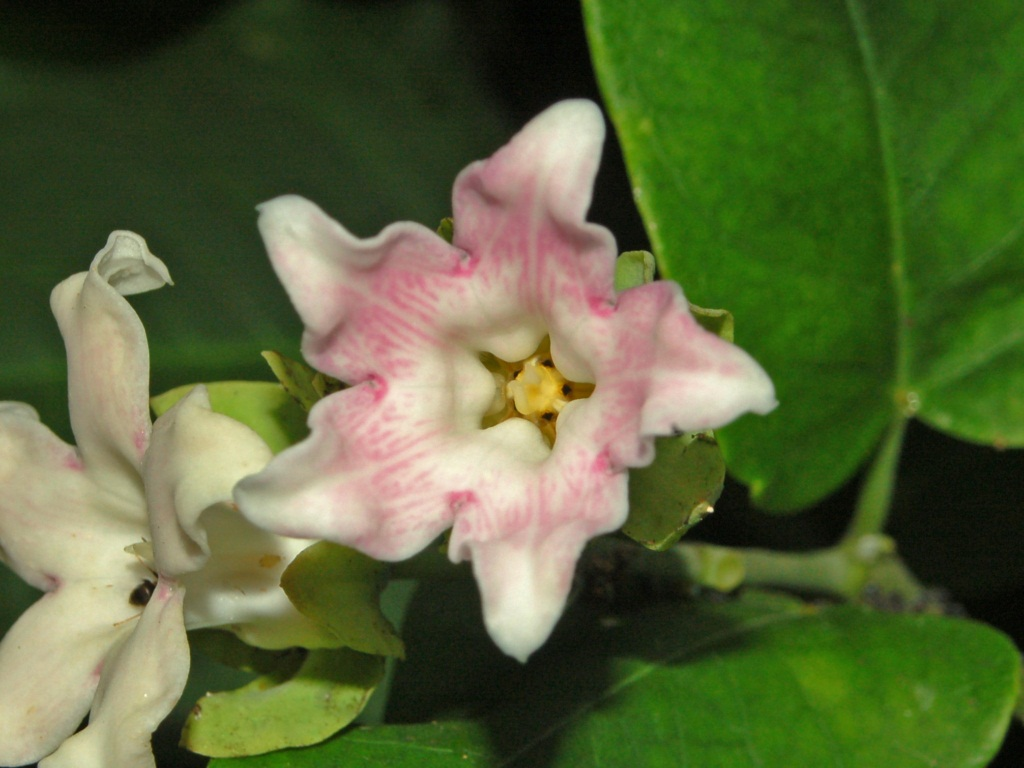
Flores de Araujia sericifera
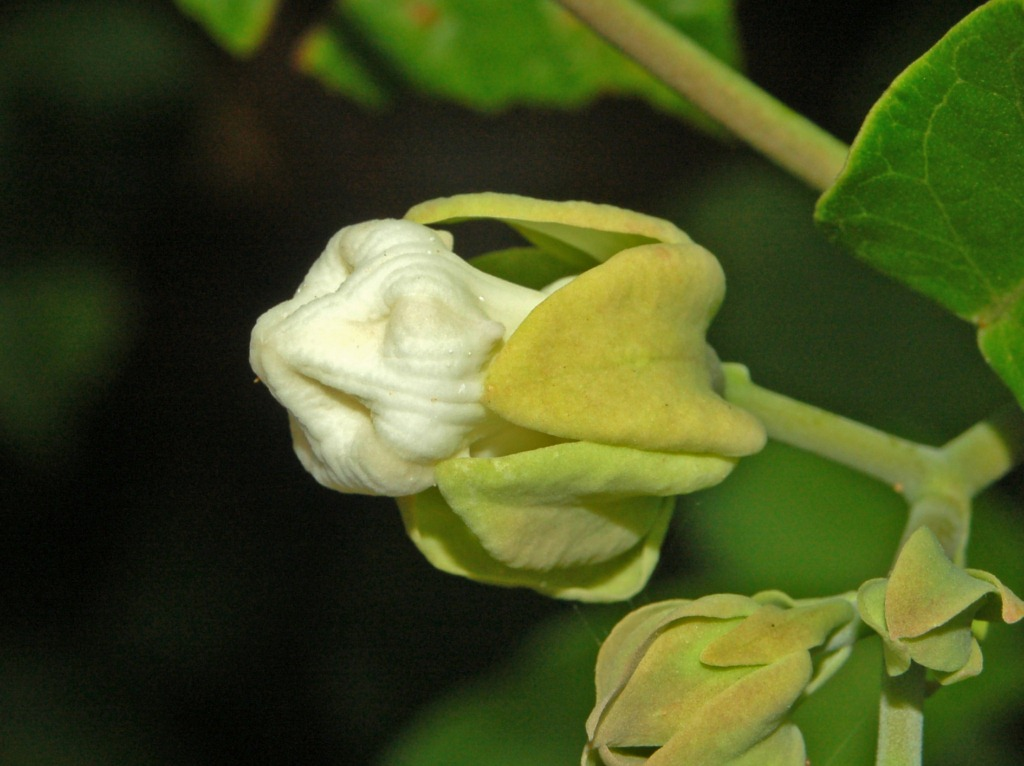
Rebentos de Araujia sericea
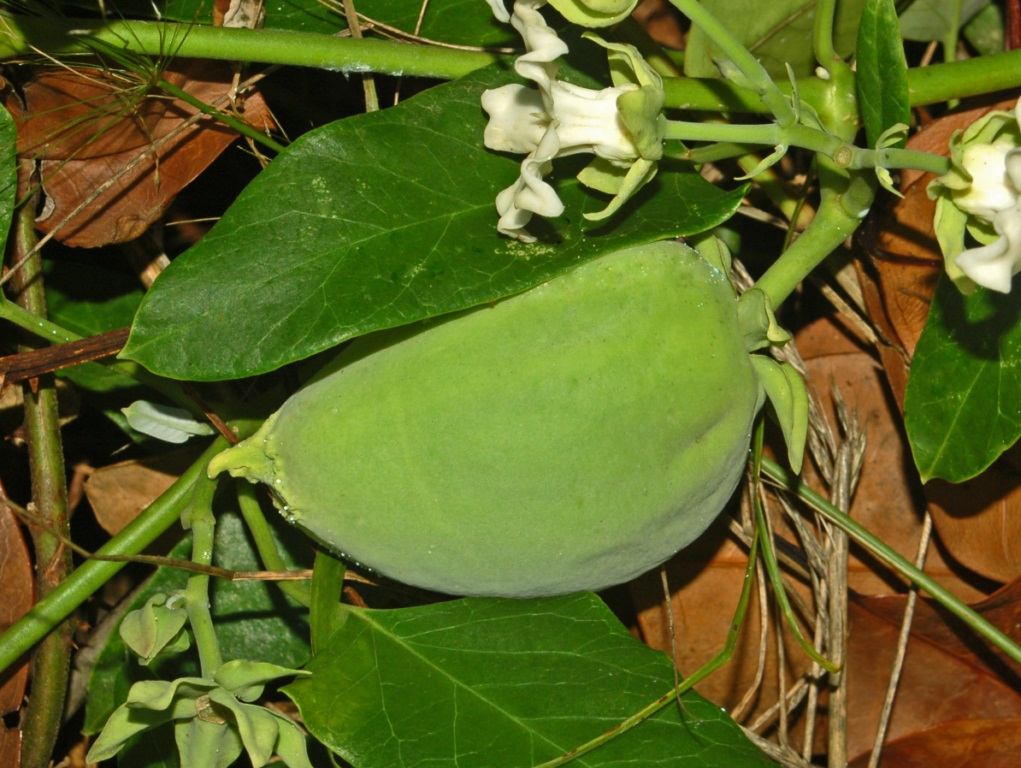
Frutos de Araujia sericea
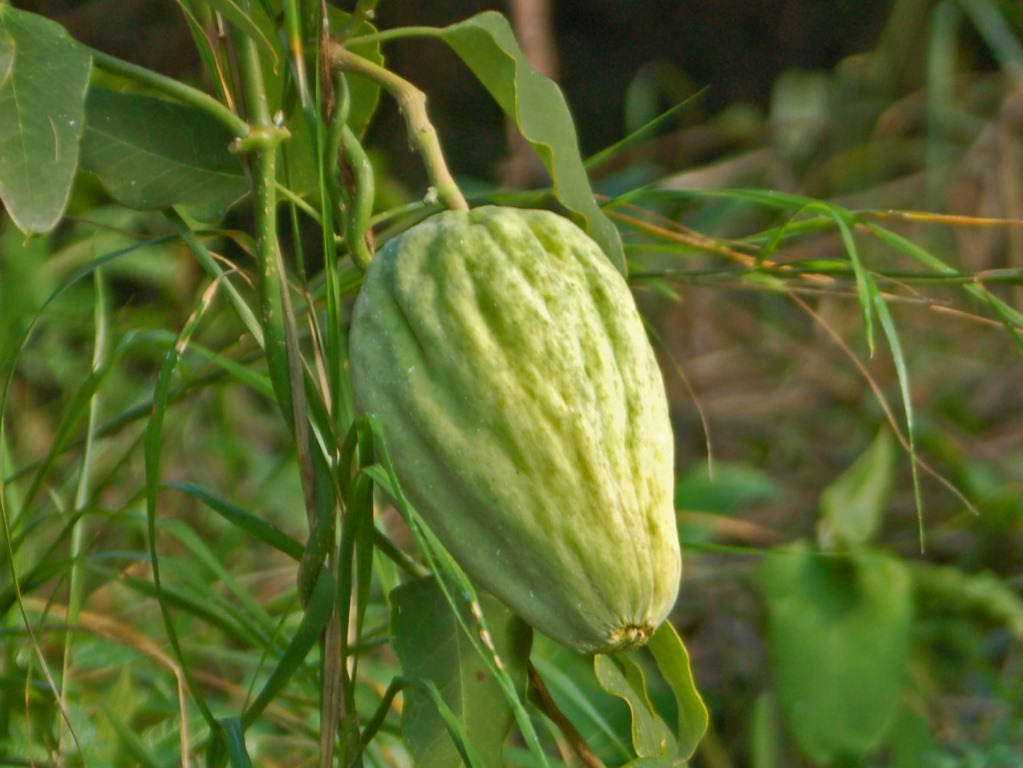
Fruto de Araujia sericea
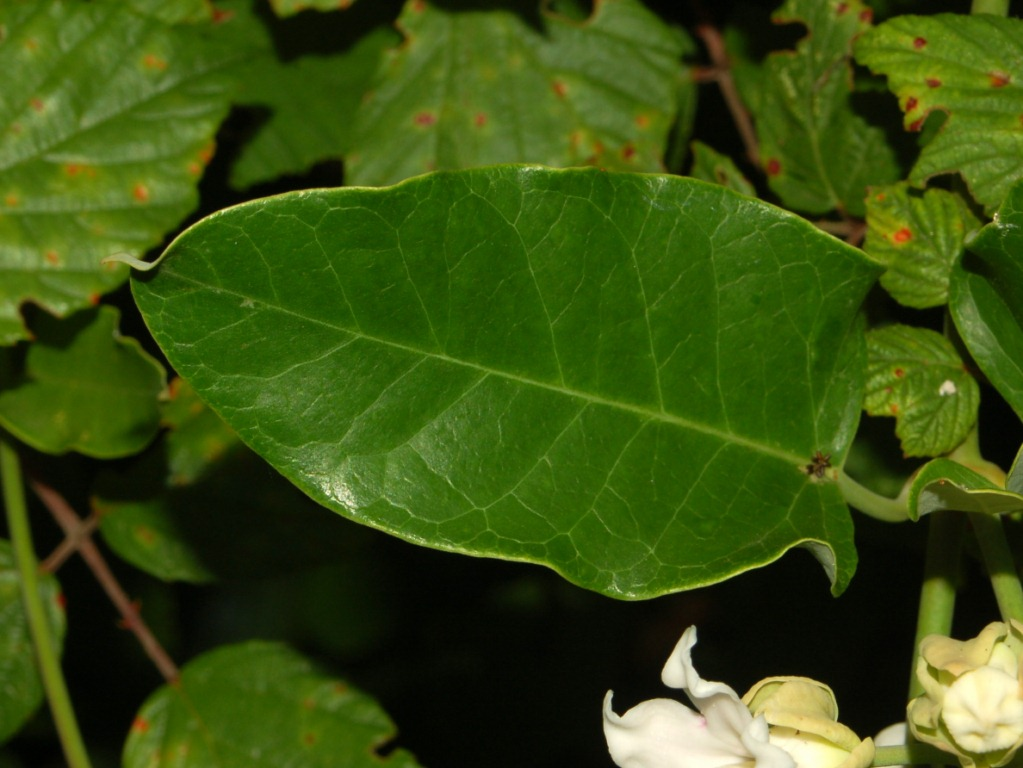
Folhas de Araujia sericea
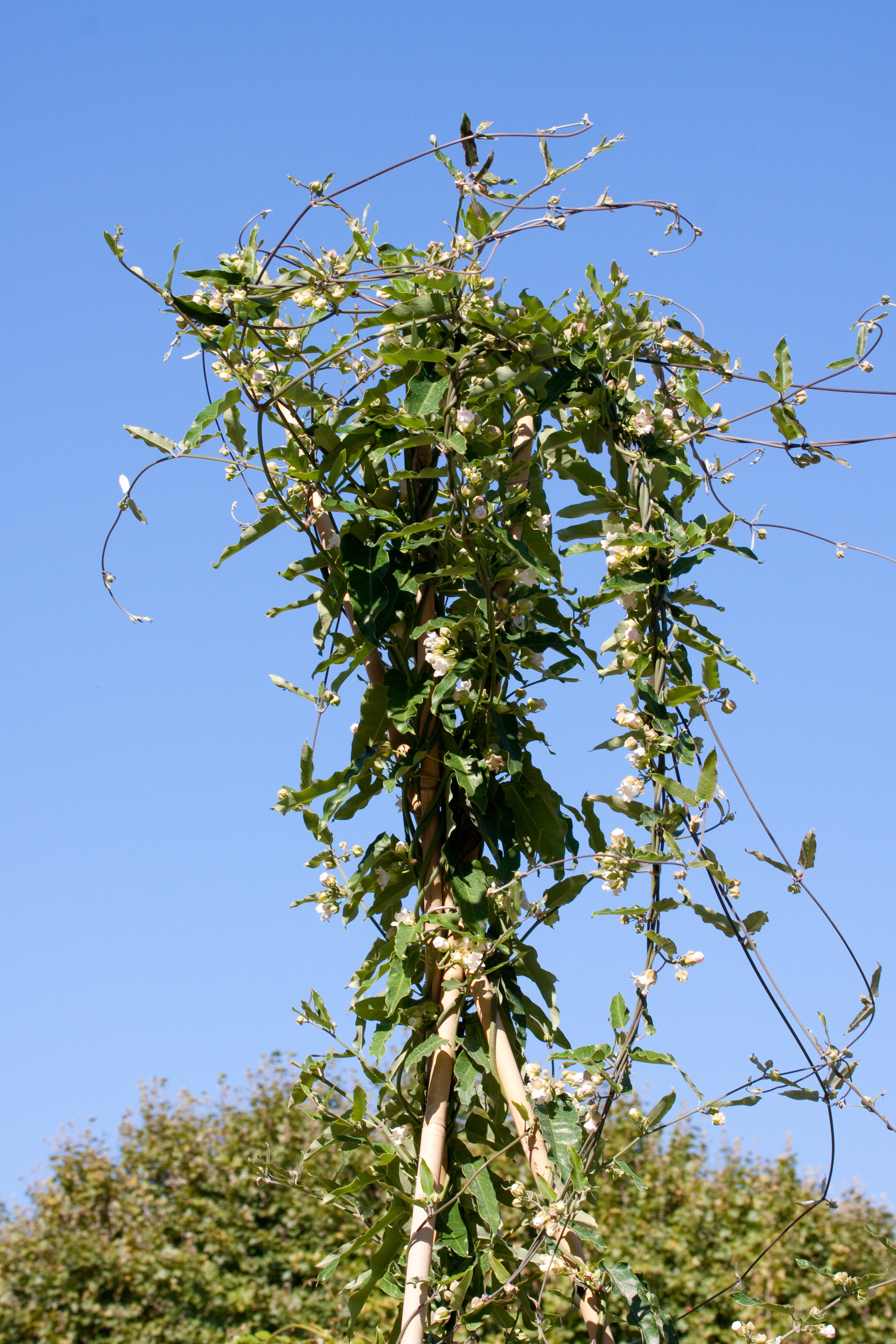
Hábito de Araujia sericea